# Рябиково (Вяземский район)
Рябиково — деревня в Вяземском районе Смоленской области России. Входит в состав Исаковского сельского поселения. Население — 10 домов, жители — 23 (с детьми) (2009 год).
Расположена в восточной части области в 18 км к востоку от Вязьмы, в 22 км восточнее автодороги Р132 Вязьма — Калуга — Тула — Рязань, на берегу реки Молодки. В 2 км южнее деревни расположена железнодорожная станция Исаково на линии Вязьма — Калуга.

## История
В годы Великой Отечественной войны деревня была оккупирована гитлеровскими войсками в октябре 1941 года, освобождена в марте 1943 года.